# 2001: A Space Odyssey (novela)
2001: Una odisea espacial (2001: A Space Odyssey, 1968) es una novela de ciencia ficción escrita por Arthur C. Clarke, desarrollada en paralelo a la versión cinematográfica dirigida por Stanley Kubrick, y publicada después del estreno del film. La historia se basa en varios cuentos de Clarke, principalmente en El Centinela (escrito en 1948 para un concurso de la BBC y publicado en 1951 bajo el título Centinela de la eternidad). Detalles del trabajo conjunto entre Clarke y Kubrick para este proyecto aparecen en el libro The Lost Worlds of 2001 de Arthur C. Clarke.
La primera parte de la novela, en donde extraterrestres impulsan el desarrollo de ancestros humanos, es similar al argumento de un trabajo escrito previamente por Clarke, Encounter in the Dawn (1953). 
En 1992, la novela había vendido tres millones de copias en todo el mundo.
El inicio de otro cuento de Clarke, Transience, se desarrolla en el mismo periodo que la primera parte de la novela, pero las dos historias no tienen relación.

## Argumento
Una antigua civilización alienígena utiliza un gran monolito de cristal para investigar mundos a través de la galaxia y, cuando es posible, impulsar el desarrollo de vida inteligente. Hace tres millones de años, uno de esos monolitos aparece en África e inspira a un grupo de monos antropoides, casi muertos de hambre y al borde de la extinción, a concebir herramientas. Los monos antropoides utilizan las herramientas para matar animales, y terminan así con la escasez de alimentos. También utilizan las herramientas para matar a un leopardo que los acosa. Al día siguiente, el líder de la tribu, Moon-Watcher, mata al líder del grupo rival y toma el control del espacio vital, una fuente de agua. Moon-Watcher se da cuenta de que ahora es dueño del mundo: "Sin embargo, no está muy seguro de qué hacer a continuación. Ya se le ocurrirá algo." En el libro se sugiere que el monolito es el instrumento que induce la inteligencia en los monos antropoides, e induce así en ellos la transición a un nivel superior en el que desarrollarán la habilidad de construir herramientas simples, de manera que la caza y la recolección sean más eficientes.

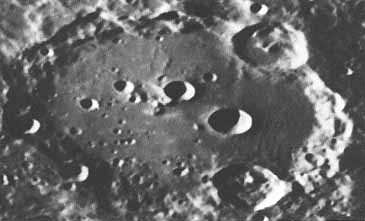
Cráter Clavius.

El libro salta entonces al futuro, al año 1999, cuando tiene lugar el viaje del Doctor Heywood Floyd a la base lunar Clavius, ubicada en el cráter del mismo nombre, en un transbordador espacial que se acopla a una estación espacial en la órbita de la Tierra. A su llegada, Floyd asiste a una reunión donde un científico explica que han encontrado una distorsión magnética en el cráter lunar Tycho, designado Anomalía Magnética Tycho Uno (o TMA-1 por sus siglas en inglés). 
Una excavación en el área revela una gran losa negra cuyas dimensiones tienen una escala exacta de {\displaystyle 1^{2}}:{\displaystyle 2^{2}}:{\displaystyle 3^{2}}, es decir, que el ancho de la losa es 1/4 de su largo y 1/9 de su altura, cavan una fosa buscando una extensión de la estructura pero no encuentran nada más que el monolito. Con estas medidas, se descarta un fenómeno natural, y con su antigüedad de tres millones de años, se descarta también la posibilidad que haya sido construida por el hombre.
Se trata de la primera evidencia de vida inteligente extraterrestre. Floyd y un equipo de científicos deciden ir a ver la TMA-1, en una transbordador lunar. Llegan en el momento justo cuando amanece en el cráter Tycho: la luz del sol alumbra el monolito por primera vez en tres millones de años, y TMA-1 emite una ensordecedora señal de radio a los confines del sistema solar. El rastreo de la señal indica como destino a Jápeto, satélite de Saturno, hacia donde una expedición es enviada a investigar.
El libro continúa la historia 18 meses después, en 2001, a bordo del Discovery One, la nave más moderna construida solamente con este propósito, encontrar algo oculto en el satélite de Saturno. Los doctores David Bowman y Frank Poole son los únicos humanos conscientes en la nave. Viajan con ellos tres científicos en animación suspendida que serán despertados cuando se aproximen a Saturno. El sexto tripulante es HAL 9000, una computadora de inteligencia artificial, que se encarga de mantener la nave en curso y de otras funciones vitales a bordo.
Mientras Poole recibe de su familia en la tierra un mensaje de felicitación por su cumpleaños, Hal le informa de que la unidad AE-35 de la nave fallará. La unidad AE-35 es responsable de mantener la antena parabólica de comunicación apuntada hacia la tierra. Poole toma una cápsula esférica para salir del Discovery One y cambiar la unidad AE-35. Bowman, después de probar la unidad reemplazada, determina que no hay desperfecto. Pool y Bowman sospechan que algo anda mal con Hal. Hal anuncia que la unidad AE-35 reemplazada fallará también. Pool y Bowman llaman a la Tierra y reciben instrucciones de desconectar a Hal debido a que el incidente con la unidad AE-35 muestra definitivamente un mal funcionamiento del computador debido a un conflicto en su programación. Esta transmisión es repentinamente interrumpida. Hal informa de que la segunda AE-35 ha fallado.
Hay una tercera unidad AE-35 de repuesto. Pool toma una cápsula EVA para salir de la nave y reemplazar una vez más la unidad AE-35. Mientras extrae la unidad, la cápsula, que había dejado cerca del casco de la nave, se dirige hacia él. Pool no puede esquivarla y muere cuando su traje espacial es rasgado, y queda así expuesto al vacío del espacio. La muerte de Poole impacta a Bowman profundamente. Bowman no está seguro de que Hal, una máquina, haya sido capaz de haber matado a Poole. Decide despertar al resto de la tripulación. Discute con Hal, que se niega a poner en manual el control de las cápsulas de hibernación. Bowman amenaza con desconectar a Hal si no hace lo que le manda, y Hal cede. Pero mientras Bowman inicia el proceso para despertar a sus colegas, oye que Hal abre las puertas de la nave y deja así escapar la atmósfera interior. La presión a bordo disminuye rápidamente, pero Bowman es capaz de encontrar un refugio de emergencia que es un pequeño cuarto donde cabe un hombre y un traje espacial. Bowman desconecta la computadora, y restablece el funcionamiento del Discovery One y el contacto con la Tierra. 
El propio Floyd le informa de la causa del mal funcionamiento de Hal: su programación había entrado en conflicto al prohibirle revelar el verdadero propósito de la misión a Bowman y Poole. El conflicto hizo sentir culpable a Hal y se manifestó en pequeños errores; con el tiempo, el conflicto habría podido ser resuelto por el propio Hal, pero se agravó y entró en crisis cuando Hal se enfrentó con la desconexión. Floyd también revela el objetivo de la misión: Bowman viajará a Jápeto para intentar entrar en contacto con los extraterrestres.
Bowman pasa meses solo en la nave mientras se aproxima a Jápeto. Sabe que ya no es posible regresar a la Tierra, los filtros de aire están dañados por la descompresión, y la hibernación tampoco es posible sin Hal para monitorearla. Mientras se aproxima a la Jápeto, nota una pequeña mancha en su superficie. Cuando se acerca más, se da cuenta de que es un monolito como el encontrado en la luna, pero mucho más grande, de alrededor de kilómetro y medio de altura.
No teniendo nada que perder, Bowman decide salir en una cápsula para inspeccionar el monolito de cerca. El monolito es en realidad una “Puerta de las estrellas” que se abre y se cierra para, en un instante, llevarse a Bowman. En la Tierra oyen sus últimas palabras: “Este hueco… no tiene fin... y… ¡oh, Dios mío!…: ¡está lleno de estrellas!”.
Bowman viaja a través de una especie de túnel, en teoría un agujero de gusano. Cuando sale, se encuentra con un gran conmutador interestelar. “Estaba pasando a través de la Gran Estación Central de la Galaxia”. Entra a un segundo túnel. Cuando sale, se dirige a un gran sol rojo que está acompañado de una pequeña enana blanca. Al acercarse, todo se oscurece. 
Cuando vuelve a haber luz, se encuentra en lo que parece ser una suite de hotel. La habitación es una cuidadosa reconstrucción a partir de transmisiones de TV recibidas por los extraterrestres, y su objetivo es hacer sentirse cómodo a Bowman, quien se va a dormir. Mientras duerme, su mente y su memoria son drenadas de su cuerpo. David Bowman es ahora un nuevo ser que puede vivir y viajar por el espacio: es un Hijo de las Estrellas. El Hijo de las Estrellas regresa a la Tierra. El ente que anteriormente se llamaba David Bowman se da cuenta de que ahora es dueño del mundo. "Sin embargo, no está muy seguro de qué hacer a continuación. Ya se le ocurrirá algo."

## Diferencias con la película

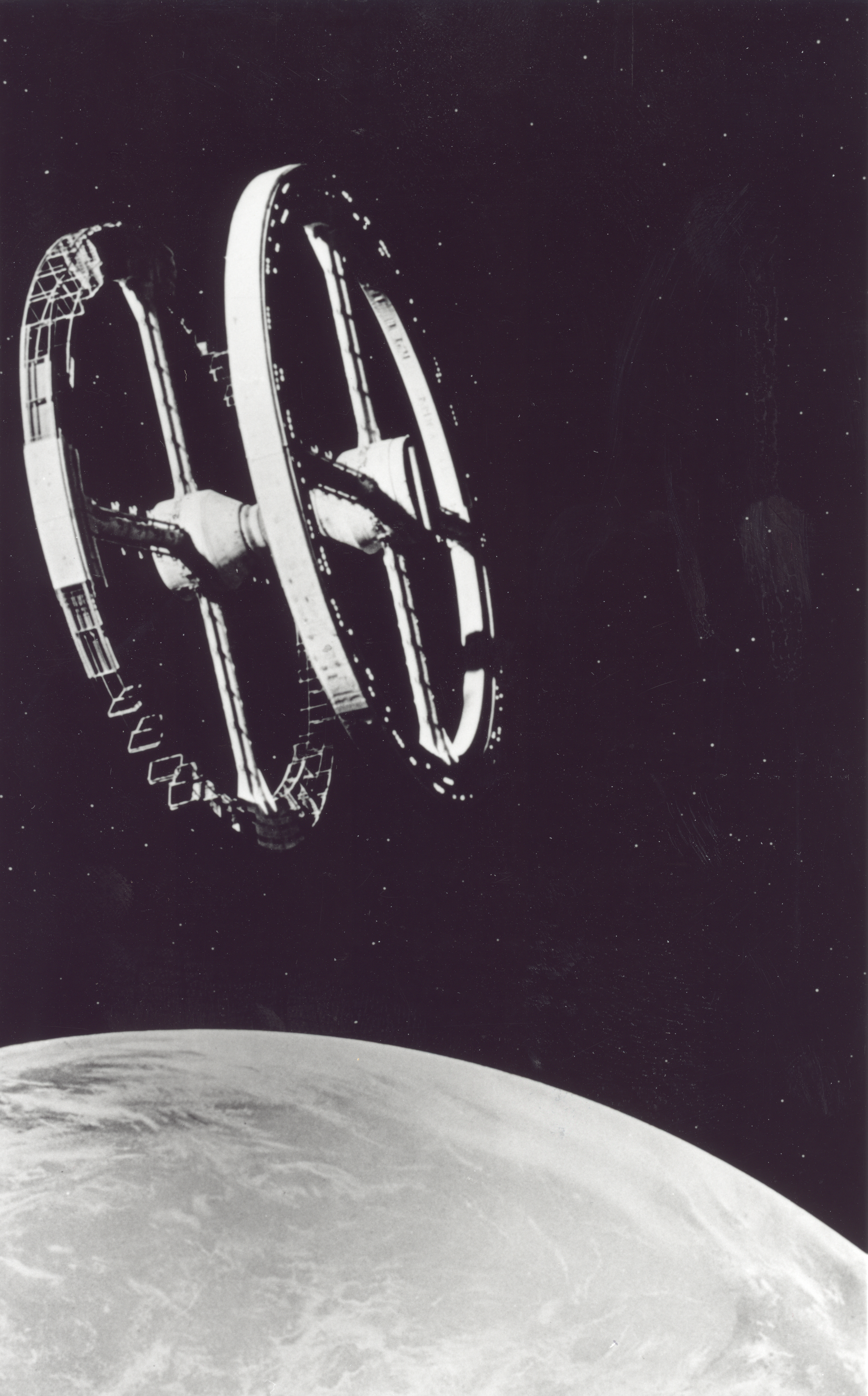
Esta es la imagen clásica de la estación espacial de la película 2001: Odisea en el espacio, dirigida por Stanley Kubrick en 1968. Elogiada por sus efectos especiales, la película basó su concepto de estación espacial en el modelo de Wernher Von Braun.

La película 2001: A Space Odyssey  no siempre sigue el argumento de la novela. Por ejemplo, cuando el monolito aparece por primera vez en África, en la novela es de un material cristalino y translúcido. También hay un monolito transparente cuando Bowman se transforma en el Hijo de las Estrellas. Pero en la película todos los monolitos son de un profundo color negro. En la misma, el monolito del cráter Tycho de la luna tiene una antigüedad de cuatro millones de años, no de tres como en la novela.
En la versión para el cine, el destino de la misión Discovery es el satélite  Europa en Júpiter, en lugar de Japeto en Saturno. El director Kubrick utilizó Júpiter debido a que él y Douglas Trumbull no encontraron un modelo convincente para los anillos de Saturno. Clarke reemplazó también a Saturno por Júpiter en la secuela de la novela: 2010: Odisea dos.
En la novela "2001", Hal anuncia su pronóstico de fallo en la unidad AE-35 durante un mensaje de felicitación que Frank Poole recibe de sus padres, pero en la película el anuncio viene después de una conversación con David Bowman acerca de los misterios y los secretos alrededor de la misión. La conversación se debe a que a Hal se le solicitó escribir un informe psicológico de la tripulación. 
La secuencia que describe la desconexión de Hal es diferente. En la película, Bowman y Poole deciden ellos mismos desconectar a Hal de acuerdo con un plan que tienen de volver a instalar la unidad AE-35 de la cual Hal ha pronosticado su fallo: si la unidad no falla, se demostrará que Hal está equivocado y será desconectado. Esta decisión se hace dentro de una cápsula EVA donde Bowman y Poole se aíslan para que Hal no los oiga. Sin embargo, Hal logra leerles los labios. En la novela de Clarke, Control Tierra ordena a Bowman y a Poole desconectar a Hal debido a que se ha comprobado, con ayuda de dos computadores 9000 de la Tierra, que Hal está fallando al predecir el mal funcionamiento de la segunda unidad AE-35.
En la película, Bowman sale a rescatar el cuerpo de Poole. Hal le niega el reingreso a la nave y mata a los demás miembros de la tripulación apagando los sistemas de hibernación. En la novela, después de la muerte de Poole, Bowman trata de despertar al resto de la tripulación; pero Hal abre las compuertas al vacío del espacio, se asfixian los tripulantes en hibernación y casi muere Bowman. En la secuela de la novela 2010, Odisea Dos, la versión de la película es la que se utiliza como antecedente.
En la versión cinematográfica, Bowman no pronuncia la famosa frase “¡oh, Dios mío!…: ¡está lleno de estrellas!”. Esta grabación transmitida a la Tierra aparentemente sucede fuera de cámaras, porque en la secuela para el cine "2010: The Year We Made Contact"' se puede oír mientras el Dr. Floyd prepara el informe de la misión Discovery.
La película es más enigmática respecto al motivo del error de Hal: en la novela se revela que el motivo es un conflicto en la programación provocado al mandársele mentir sobre el verdadero propósito de la misión.